# Blaine County (Montana)
Das Blaine County ist ein County im Bundesstaat Montana der Vereinigten Staaten. Dieses ist wiederum in 5 Gemeinden gegliedert, Chinook, Fort Belknap, Harlem, Hays und Turner.
Seine Gesamtfläche beträgt 10.946 Quadratkilometer. Der Sitz der Countyverwaltung (County Seat) befindet sich in Chinook.
Im Norden grenzt das County an die kanadische Provinz Saskatchewan. Benannt wurde das County nach James G. Blaine, einem US-amerikanischen Politiker, Sprecher des Repräsentantenhauses und zweifachem Außenminister.

## Demografische Daten
Nach der Volkszählung im Jahr 2000 lebten im County 7.009 Menschen. Es gab 2.501 Haushalte und 1.793 Familien. Die Bevölkerungsdichte betrug 1 Einwohner pro Quadratkilometer. Ethnisch betrachtet setzte sich die Bevölkerung zusammen aus 52,58 % Weißen, 0,17 % Afroamerikanern, 45,37 % amerikanischen Ureinwohnern, 0,09 % Asiaten, 0,03 % Bewohnern aus dem pazifischen Inselraum und 0,23 % aus anderen ethnischen Gruppen; 1,54 % stammten von zwei oder mehr ethnischen Gruppen ab. 1,00 % der Bevölkerung waren spanischer oder lateinamerikanischer Abstammung.
Von den 2.501 Haushalten hatten 36,00 % Kinder und Jugendliche unter 18 Jahre, die bei ihnen lebten. 52,30 % waren verheiratete, zusammenlebende Paare, 14,40 % waren allein erziehende Mütter. 28,30 % waren keine Familien. 26,00 % waren Singlehaushalte und in 10,80 % lebten Menschen im Alter von 65 Jahren oder darüber. Die Durchschnittshaushaltsgröße betrug 2,78 und die durchschnittliche Familiengröße lag bei 3,36 Personen.
Auf das gesamte County bezogen setzte sich die Bevölkerung zusammen aus 32,60 % Einwohnern unter 18 Jahren, 8,00 % zwischen 18 und 24 Jahren, 24,80 % zwischen 25 und 44 Jahren, 21,60 % zwischen 45 und 64 Jahren und 12,90 % waren 65 Jahre alt oder darüber. Das Durchschnittsalter betrug 34 Jahre. Auf 100 weibliche Personen kamen 97,50 männliche Personen, auf 100 Frauen im Alter ab 18 Jahren kamen statistisch 96,30 Männer.
Das jährliche Durchschnittseinkommen eines Haushalts betrug 25.247 USD, das Durchschnittseinkommen der Familien betrug 30.616 USD. Männer hatten ein Durchschnittseinkommen von 23.627 USD, Frauen 20.469 USD. Das Prokopfeinkommen betrug 12.101 USD. 28,10 % der Bevölkerung und 23,40 % der Familien lebten unterhalb der Armutsgrenze. 36,50 % davon waren unter 18 Jahre und 19,90 % waren 65 Jahre oder älter.

## Geschichte
Eine Stätte im County hat den Status einer National Historic Landmark, der Austragungsort des Battle of Bear Paw. Sechs Bauwerke und Stätten des Countys sind im National Register of Historic Places eingetragen (Stand 7. Februar 2018).

## Orte im Blaine County
Im Blaine County liegen zwei Gemeinden, die beide den Status einer City besitzen. Zu Statistikzwecken führt das U.S. Census Bureau vier Census-designated places, die dem County unterstellt sind und keine Selbstverwaltung besitzen. Diese sind wie die Unincorporated Communities gemeindefreies Gebiet.
Cities
- Chinook
- Harlem

Census-designated places (CDP)
- Fort Belknap Agency
- Hays
- Lodge Pole
- Turner

andere Unincorporated Communities
- Hogeland
- Lloyd
- Zurich